# 목성에서 본 금성 일면통과
목성에서 본 금성 일면통과는 금성이 목성과 태양 사이를 정확히 통과할 때 발생한다. 목성에서 본 금성은 마치 태양 원반 위를 지나가는 작은 점처럼 보인다.
누구도 목성 근처에서 금성이 태양 위를 지나가는 것을 보지 못했다. 또한 인류는 이 현상을 가까운 시일 내에 관측할 수 있을 것 같지도 않다. 그렇지만 가까운 일면 통과 현상은 2012년 9월 20일에 발생하였다.
목성은 가스 행성이기 때문에 실질적으로 이 현상을 관측하려면 목성 주위에 있는 위성들의 표면에서 태양을 바라봐야 할 것이다. 이 경우 일면통과 발생 시각 및 기타 여건은 이론적인 시간에 비해 약간 달라질 수 있다.
공식 1/(1/P-1/Q)(여기서 P는 금성의 공전 주기 224.695434일, Q는 목성의 공전 주기 4330.595일임)을 이용하면 금성과 목성의 회합 주기는 236.992일이다.
목성 궤도경사각에 대한 금성의 경사각은 2.26도로 지구 경사각에 대한 금성의 경사각 3.39도보다 작다.
목성은 지름이 매우 크기 때문에, 목성의 적도와 목성의 극 지대에서 금성을 바라볼 때 그 시차는 약 22초에 이를 것이다. 이는 목성에서 바라본 금성의 시지름 3.6초의 6배에 이르며 목성에서 본 태양의 시지름 6.5분의 5분의 1에 이른다. 따라서 목성의 극 지대에서 만약 일면통과 현상을 관측할 경우, 예상 자료와는 미세하게 다른 결과를 보여 줄 것이다.

## 과거와 미래의 금성 일면통과
| 목성에서 본 금성의 일면통과                        | 목성에서 본 금성의 일면통과 |
| -------------------------------------------------- | --------------------------- |
| 2006년 11월 12일 보관됨 2012-12-13 - archive.today |                             |
| 2012년 9월 20일 보관됨 2012-12-13 - archive.today  |                             |
| 2024년 5월 26일 보관됨 2012-12-12 - archive.today  |                             |
| 2030년 11월 14일                                   |                             |
| 2042년 7월 20일                                    |                             |
| 2048년 5월 28일                                    |                             |
| 2054년 3월 25일                                    |                             |
| 2060년 2월 1일                                     |                             |
| 2066년 7월 22일                                    |                             |
| 2071년 10월 7일                                    |                             |
| 2078년 3월 27일                                    |                             |
| 2084년 2월 4일                                     |                             |
| 2089년 11월 30일                                   |                             |
| 2095년 10월 10일                                   |                             |

## 같이 보기
- 통과 (천문학)

## 참고 문헌
- 미국 항공우주국 제공 : 태양계 시뮬레이터
- Albert Marth, Note on the Transit of the Planet Mars and its Satellites across the Sun’s disc, which will occur for the Planet Jupiter and its Satellites on April 13, 1886, Monthly Notices of the Royal Astronomical Society, 46 (1886), 161–164.